# 額田部広麻呂
額田部 広麻呂（ぬかたべ の ひろまろ、生没年不詳）は、奈良時代の郡司。

## 経歴
『周防国正税帳』によると、天平10年（738年）に正八位下で、長門国豊浦郡擬大領。耽羅島人を部領して上京しており、周防国を通り過ぎている。
『続日本紀』巻第十三によると、天平12年（740年）には、位階が外正八位上で、長門豊浦郡少領。この時は、藤原広嗣の乱に際して、大野東人の指示により9月21日に精兵40人を率いて九州へ渡っている。
この功績により、乱鎮圧後に直姓を与えられ、位階が外従五位下に昇叙されている。『正税帳』と『続日本紀』とで官位・姓などの問題があるが、同一人物とみて間違いはないと思われる。
『続日本紀』巻第二十八に登場する豊浦団の毅（500人部隊の軍団長）の額田部直塞守（ぬかたべ の あたい せきもり）は、彼の一族である。
額田部直の本拠地である長門の額田部郷は、大和郡山市の額田部連氏の場合とは異なり、現在の下関市の長府以東説、楠乃説、豊浦町大字宇賀説があり、地名が一致するところは未だ発見されていない。